# Тирим Македонски
Тирим (на старогръцки: Τυρίμμας) от династията Аргеади е третият цар на Древна Македония от 750 г. пр. Хр. до 700 г. пр. Хр. (или 765/764 – 727/726 г. пр. Хр.).
Той е внук на Каран. Той става цар на Македония след Койн. Той управлява 38 години, според Диодор 43 години.
След него цар става Пердика.